# Saint Elias Mountains
Saint Elias Mountains är en bergskedja i sydöstra Alaska i USA samt sydvästra Yukon och nordvästra British Columbia i Kanada.
Högsta punkten är Mount Logan (5 959 meter över havet) i Kluane nationalpark i Yukon. Det är även Kanadas högsta punkt. Bergskedjans näst högsta punkt är Mount Saint Elias (5 489 meter över havet) som ligger på gränsen mellan Alaska och Yukon. 

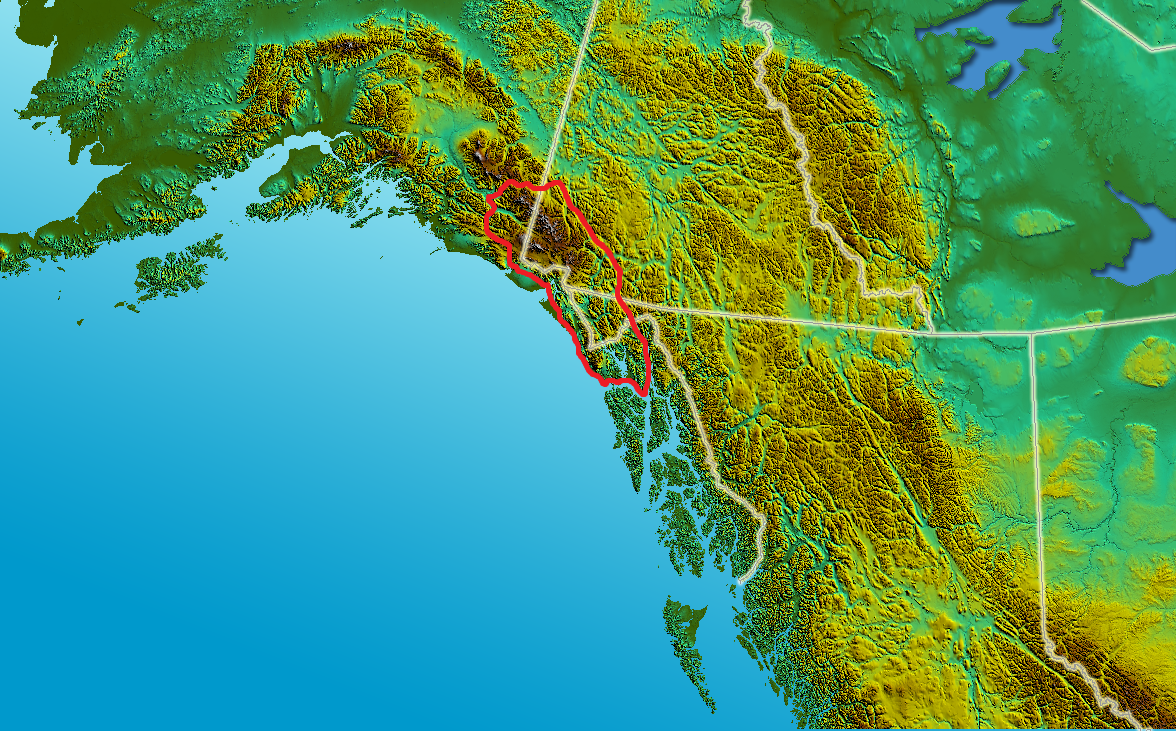
Saint Elias Mountains utsträckning

## Högsta berg
De högsta bergen i  Saint Elias Mountains är :
| Berg              | Höjd (m ö.h.) | Provins/territorium/delstat | Kommentar                        |
| ----------------- | ------------- | --------------------------- | -------------------------------- |
| Mount Logan       | 5 959         | Yukon                       | Högsta berget i Kanada           |
| Mount Saint Elias | 5 489         | Alaska-Yukon                | Näst högst i både USA och Kanada |
| Mount Lucania     | 5 226         | Yukon                       | Nr 3 i Kanada                    |
| King Peak         | 5 173         | Yukon                       | Nr 4 i Kanada                    |
| Mount Steele      | 5 073         | Yukon                       | Nr 5 i Kanada                    |
| Mount Bona        | 5 005         | Alaska                      | Nr 5 i USA                       |
| Mount Wood        | 4 842         | Yukon                       |                                  |
| Mount Vancouver   | 4 812         | Yukon                       |                                  |
| Mount Churchill   | 4 766         | Alaska                      |                                  |
| Mount Slaggard    | 4 742         | Yukon                       |                                  |
| Mount Macaulay    | 4 690         | Yukon                       |                                  |
| Mount Fairweather | 4 671         | Alaska-British Columbia     |                                  |
| Mount Hubbard     | 4 577         | Yukon                       |                                  |
| Mount Bear        | 4 520         | Alaska                      |                                  |
| Mount Walsh       | 4 507         | Yukon                       |                                  |
| Mount Alverstone  | 4 439         | Alaska-Yukon                |                                  |